# Sylvinho
Sylvio Mendes Campos Júnior (São Paulo, 12 de abril de 1974), mais conhecido como Sylvinho, é um treinador e ex-futebolista brasileiro que atuava como lateral-esquerdo. Atualmente comanda a Seleção Albanesa.

## Carreira como jogador

### Corinthians
Formado nas categorias de base do Corinthians, inicialmente era conhecido como Silvinho e foi promovido aos profissionais em 1994, tendo permanecido até 1999. No total pelo Timão, atuou em mais de 200 partidas e conquistou um tricampeonato paulista, a Copa do Brasil de 1995 e o Campeonato Brasileiro de 1998 como títulos mais importantes.

### Arsenal
Em junho de 1999, após o título no Campeonato Paulista, foi contratado pelo Arsenal por 4 milhões de libras. Na equipe inglesa permaneceu duas temporadas, nas quais disputou 55 partidas da Premier League. Chegou à final da Copa da UEFA na temporada 1999–00, na qual os Gunners perderam diante do Galatasaray, graças a uma grande atuação do goleiro brasileiro Taffarel na prorrogação e na disputa por pênaltis.

### Celta de Vigo
Foi contratado pelo Celta de Vigo em julho de 2001, por 3,5 milhões de libras. Sua estreia na La Liga (primeira divisão do Campeonato Espanhol) foi no dia 30 de setembro, no empate em 2 a 2 contra o Deportivo La Coruña. Com sua nova equipe conseguiu o quarto lugar na temporada 2002–03, sendo este o melhor resultado do Celta na sua história, junto com um mesmo quarto lugar conseguido na temporada 1947–48. No entanto, na temporada seguinte, o clube acabou rebaixado. Essa foi a última temporada de Sylvinho no conjunto galego.

### Barcelona
Chegou ao Barcelona em julho de 2004, somando-se aos também brasileiros Deco (naturalizado português), Belletti e Edmílson na "invasão" brasileira que chegou ao clube, que já contava com Thiago Motta e Ronaldinho Gaúcho. Foi nessa época que adotou a letra Y no seu nome e apelido, tornando-se Sylvinho.
No Barça, participaria em sua primeira temporada na reconquista da La Liga, título que o clube não vencia desde 1999. Na segunda temporada, 2005–06, conseguiria ganhar a Supercopa da Espanha, um bicampeonato e, o mais importante, a Liga dos Campeões da UEFA. Nunca tendo se firmado como titular, Sylvinho foi por muito tempo o único remanescente da legião brasileira campeã europeia com o clube em 2006, com os demais transferindo-se do clube anteriormente.

### Manchester City
Após cinco anos no Barcelona, não teve seu contrato renovado pelo clube catalão. Foi anunciado pelo Manchester City no dia 24 de agosto de 2009, assinando por uma temporada e chegando numa transferência sem custo. Sylvinho foi reserva durante sua passagem pelo City, atuando em apenas 10 partidas pela Premier League. Ao fim do curto contrato, deixou a equipe.

### Aposentadoria
Após mais um ano e nenhuma oferta visando sua contratação, anunciou oficialmente sua aposentadoria no dia 7 de julho de 2011, aos 37 anos de idade.

## Seleção Nacional
Atuou pela Seleção Brasileira em seis ocasiões. Sua estreia aconteceu em 1997, em uma partida contra a Rússia. Figurou na Copa Ouro de 1998, pouco antes da Copa do Mundo da França, mas o técnico Zagallo preferiu Zé Roberto como reserva de Roberto Carlos na lateral-esquerda ao fazer a convocação para o Mundial.
Participou de dois jogos nas eliminatórias para a Copa do Mundo FIFA de 2002, para a qual também não foi convocado. Seu último jogo pela Seleção Brasileira aconteceu em 2001.

## Carreira como treinador

### Cruzeiro
Em setembro de 2011, foi anunciado como auxiliar técnico de Vagner Mancini, que assumiu o comando do Cruzeiro. Eles ajudaram o clube mineiro a se livrar da segunda divisão, completando a temporada com uma goleada histórica sobre o rival Atlético, por 6 a 1. Mancini e sua comissão técnica foram então mantidos pela diretoria do Cruzeiro para disputa da temporada 2012, mas deixaram o clube após serem eliminados na semifinal do Campeonato Mineiro.

### Sport
No dia 15 de maio de 2012, o técnico Vagner Mancini assumiu o comando do Sport, levando Sylvinho novamente como seu auxiliar técnico. Tinham como principal meta reagrupar a equipe e fazer com que o time tivesse boas apresentações durante o Campeonato Brasileiro, objetivos na qual não obtiveram sucesso.

### Corinthians
No dia 5 de julho de 2013, foi anunciada a volta de Sylvinho ao seu clube formador, desta vez para assumir o posto de auxiliar técnico, cargo antes ocupado por Geraldo Delamore.

### Seleção Brasileira

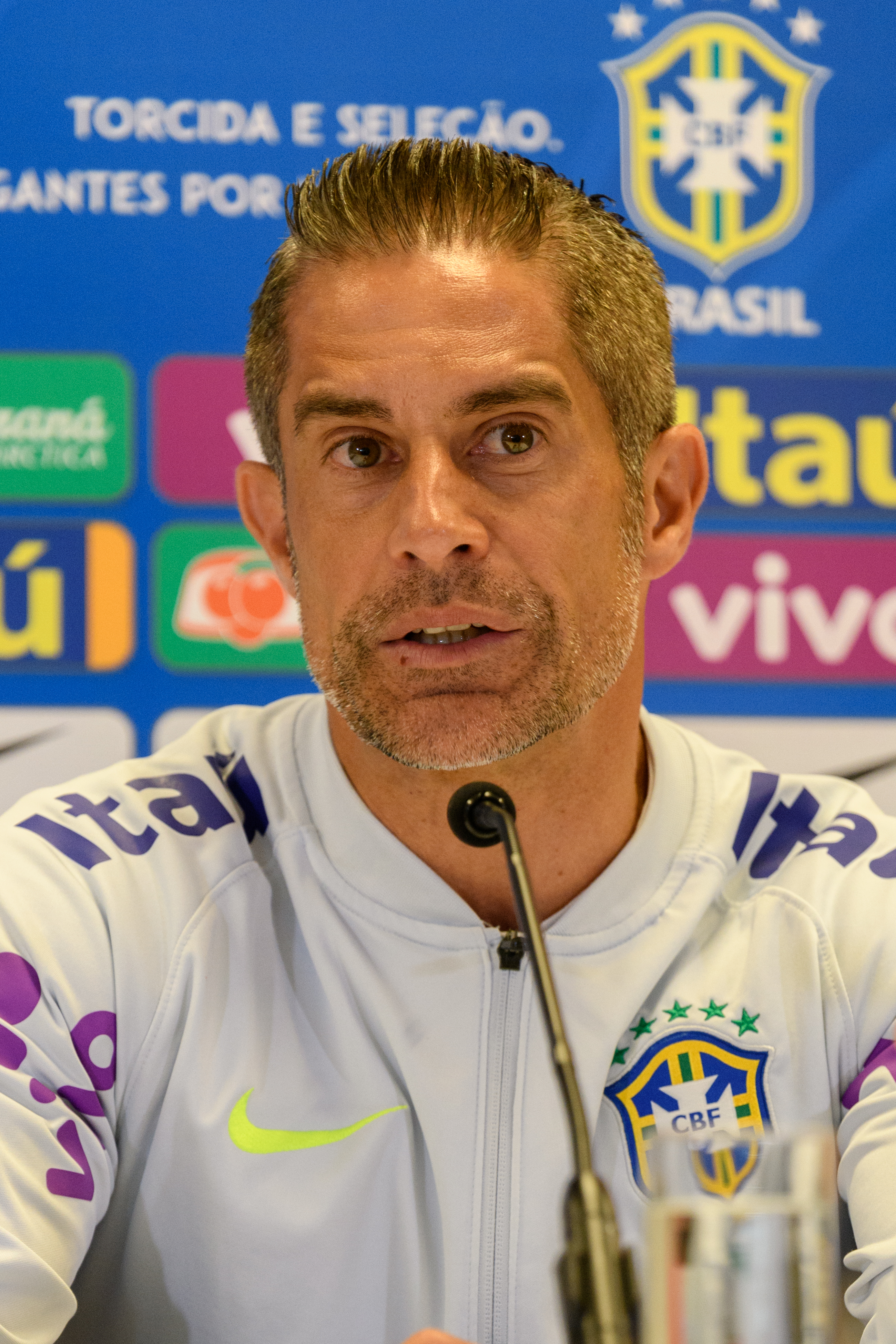
Sylvinho como auxiliar da Seleção Brasileira em 2018

Já no dia 20 de julho de 2016, Sylvinho se juntou à Seleção Brasileira como auxiliar do técnico Tite. No dia 9 de abril de 2019, foi anunciado pelo presidente da CBF, Rogério Caboclo, como novo técnico da Seleção Olímpica. O foco seria na disputa dos Jogos Olímpicos de Verão de 2020. Entretanto, apenas um mês depois, aceitou o convite do Lyon para assumir o comando do time francês.

### Lyon
Sylvinho teve a sua contratação oficializada pelo Lyon no dia 28 de maio de 2019. Pesou na decisão o fato de Juninho Pernambucano, ídolo do clube, ter sido anteriormente anunciado como dirigente da equipe.
Após um péssimo início na Ligue 1, o brasileiro foi demitido no dia 7 de outubro do mesmo ano.

### Corinthians
Depois da demissão de Vagner Mancini, Sylvinho foi anunciado pelo Corinthians no dia 23 de maio de 2021. O treinador retornou ao clube após seis anos, assinando contrato até o fim de 2022. Ele foi apresentado no dia 25 de maio e estreou pela equipe paulista no dia 30 de maio, durante uma derrota por 1 a 0 contra o Atlético Goianiense, na Neo Química Arena, válida pelo Campeonato Brasileiro. Na madrugada do dia 10 de dezembro, a diretoria do Corinthians garantiu a permanência do treinador para a temporada de 2022, mesmo com os resultados contestados.
Em 3 de fevereiro de 2022, depois da derrota de 2 a 1 para o Santos na Neo Química Arena, em jogo válido pelo Campeonato Paulista, Sylvinho deixou o campo sob vaias da maioria da torcida corintiana. Em coletiva após o jogo, teve a sua demissão confirmada pelo presidente Duilio Monteiro Alves. Ao todo, comandou a equipe do Corinthians em 43 jogos, obtendo 16 vitórias, 14 empates e 13 derrotas, com 42 gols marcados e 40 sofridos.

### Seleção Albanesa
No dia 2 de janeiro de 2023, a Federação Albanesa comunicou que chegou a um acordo com Sylvinho para ele assumir o cargo de treinador da Albânia. O brasileiro assinou um contrato válido por 18 meses, até o encerramento da Eurocopa de 2024, e escolheu os ex-jogadores Pablo Zabaleta e Doriva como seus auxiliares. O objetivo da Seleção é se classificar para a fase final do torneio.
Após estrear pela Albânia com derrota, Sylvinho foi o responsável por guiar a Seleção em três vitórias e um empate nos quatro jogos seguintes, sendo o último um triunfo por 2 a 0 contra a Polônia do astro Robert Lewandowski. Com o resultado, os albaneses assumiram a liderança do Grupo E das Eliminatórias da Euro. Com o desempenho e a classificação da seleção para a Eurocopa 2024, Sylvinho recebeu o prêmio "Águia de Ouro" diretamente do primeiro-ministro do país, Edi Rama.

## Estatísticas

### Como jogador
| Clube             | Temporada         | Liga  | Liga | Copa  | Copa | Competições continentais | Competições continentais | Total | Total |
| Clube             | Temporada         | Jogos | Gols | Jogos | Gols | Jogos                    | Gols                     | Jogos | Gols  |
| ----------------- | ----------------- | ----- | ---- | ----- | ---- | ------------------------ | ------------------------ | ----- | ----- |
| Corinthians       | 1995              | 20    | 3    | 5     | 1    | 0                        | 0                        | 25    | 4     |
| Corinthians       | 1996              | 32    | 3    | 4     | 2    | 0                        | 0                        | 36    | 5     |
| Corinthians       | 1997              | 22    | 2    | 2     | 0    | 5                        | 2                        | 29    | 4     |
| Corinthians       | 1998              | 34    | 3    | 6     | 3    | 0                        | 0                        | 40    | 6     |
| Corinthians       | 1999              | 28    | 4    | 4     | 1    | 5                        | 1                        | 37    | 6     |
| Total             | Total             | 136   | 15   | 21    | 7    | 10                       | 3                        | 167   | 25    |
| Arsenal           | 1999–00           | 31    | 2    | 4     | 1    | 5                        | 1                        | 40    | 4     |
| Arsenal           | 2000–01           | 24    | 1    | 6     | 1    | 5                        | 1                        | 35    | 3     |
| Total             | Total             | 55    | 3    | 16    | 2    | 15                       | 3                        | 86    | 8     |
| Celta de Vigo     | 2001–02           | 30    | 0    | 3     | 1    | 0                        | 0                        | 33    | 1     |
| Celta de Vigo     | 2002–03           | 28    | 1    | 6     | 1    | 3                        | 0                        | 37    | 2     |
| Celta de Vigo     | 2003–04           | 26    | 0    | 4     | 0    | 8                        | 0                        | 38    | 1     |
| Total             | Total             | 84    | 1    | 10    | 2    | 11                       | 0                        | 105   | 4     |
| Barcelona         | 2004–05           | 20    | 0    | 3     | 1    | 3                        | 0                        | 27    | 1     |
| Barcelona         | 2005–06           | 27    | 2    | 4     | 0    | 2                        | 0                        | 33    | 2     |
| Barcelona         | 2006–07           | 13    | 0    | 3     | 0    | 3                        | 0                        | 19    | 0     |
| Barcelona         | 2007–08           | 14    | 0    | 4     | 0    | 1                        | 0                        | 19    | 0     |
| Barcelona         | 2008–09           | 15    | 0    | 5     | 0    | 7                        | 1                        | 27    | 1     |
| Total             | Total             | 89    | 2    | 19    | 1    | 16                       | 1                        | 124   | 4     |
| Manchester City   | 2009–10           | 10    | 0    | 2     | 1    | 0                        | 0                        | 15    | 1     |
| Total             | Total             | 10    | 0    | 2     | 1    | 0                        | 0                        | 15    | 1     |
| Total na carreira | Total na carreira | 374   | 22   | 67    | 13   | 53                       | 7                        | 495   | 31    |

### Como treinador
Atualizadas até 2 de fevereiro de 2022
| Equipe      | Jogos | Vitórias | Empates | Derrotas | Aproveitamento |
| ----------- | ----- | -------- | ------- | -------- | -------------- |
| Lyon        | 11    | 3        | 4       | 4        | 39.39%         |
| Corinthians | 43    | 16       | 14      | 13       | 48.06%         |
| Albânia     | 21    | 10       | 4       | 7        | 53.97%         |

## Títulos

### Como jogador
Corinthians
- Campeonato Paulista: 1995,[35] 1997 e 1999
- Copa do Brasil: 1995
- Troféu Ramón de Carranza: 1996
- Campeonato Brasileiro: 1998

Arsenal
- Supercopa da Inglaterra: 1999

Barcelona
- La Liga: 2004–05, 2005–06 e 2008–09
- Copa da Catalunha: 2004–05 e 2006–07
- Supercopa da Espanha: 2005 e 2006
- Liga dos Campeões da UEFA: 2005–06 e 2008–09

### Como treinador
Lyon
- Emirates Cup: 2019